# Anglo-Iranian Oil Company

L'Anglo-Persian Oil Company (APOC) è stata fondata nell'aprile 1909 in seguito alla scoperta di un vasto giacimento petrolifero a Masjed-e Soleyman, nell'allora Persia: fu la prima compagnia petrolifera in Medio Oriente. L'APOC mutò nome in Anglo-Iranian Oil Company (AIOC) nel 1935 e infine in British Petroleum Company (BP) nel 1954, l'odierna BP plc.

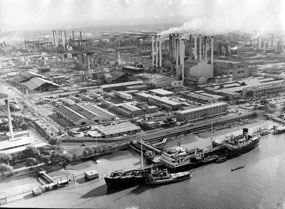
La raffineria di Abadan.

## La concessione a D'Arcy
William Knox D'Arcy negoziò nel 1901 una concessione petrolifera con lo Shah di Persia Mozaffar ad-Din Shah Qajar, ottenuta il 28 maggio dello stesso anno, che garantiva i diritti esclusivi per la ricerca, estrazione e sfruttamento di petrolio, gas naturale, asfalto ed ozocerite nel territorio persiano, con l'esclusione della zona settentrionale, per un totale di 800.000 chilometri quadrati. Tuttavia in pochi anni D'Arcy giunse quasi alla bancarotta per i costi d'esplorazione; gli subentrò quindi la Burmah Oil Company Ltd., compagnia di Edimburgo operante in Birmania nata nel 1902 che anche in futuro sarebbe stata strettamente legata alla APOC, che individuò i primi giacimenti nel 1908. Nel 1909 venne fondata la Anglo-Persian Oil Company (APOC), che assunse il controllo delle concessioni. La nuova società era stata costituita col concorso del Tesoro britannico, della Burmah Oil e della Shell Transport.
Nel 1913 incominciò la produzione industriale dalla raffineria ad Abadan ed il governo britannico, sotto la spinta di Winston Churchill, primo lord dell'ammiragliato, nazionalizzò parzialmente l'azienda nello stesso anno per garantire le forniture di petrolio alla flotta britannica. L'APOC controllò poi circa il 50% della Turkish Petroleum Company, creata nel 1912 da Calouste Gulbenkian per esplorare e sviluppare le risorse petrolifere nell'Impero ottomano: in seguito allo stop dovuto alla prima guerra mondiale ed il ritorno in piena attività, nel 1927 mutò nome in Iraq Petroleum Company.
Nel maggio 1917 fu incorporata la sussidiaria inglese della tedesca Europäische Petroleum Union, che usava il nome commerciale di British Petroleum e che era stata espropriata dal governo britannico dopo l'inizio della guerra. Il marchio BP fece così il suo ingresso sul mercato britannico con la creazione di una rete di pompe di carburante e stazioni di servizio.
La concessione per l'Iran fu rinnovata nel 1933, con un'area ridotta a 100,000 miglia quadrate e scadenza nel 1993, dopo una lunga e difficile trattativa con Reza Shah, che l'aveva in precedenza unilateralmente annullata. Nel 1935 Reza Shah cambia il nome ufficiale del Paese da Persia in Iran, ed anche la APOC diventa AIOC.

## La nazionalizzazione e la crisi di Abadan

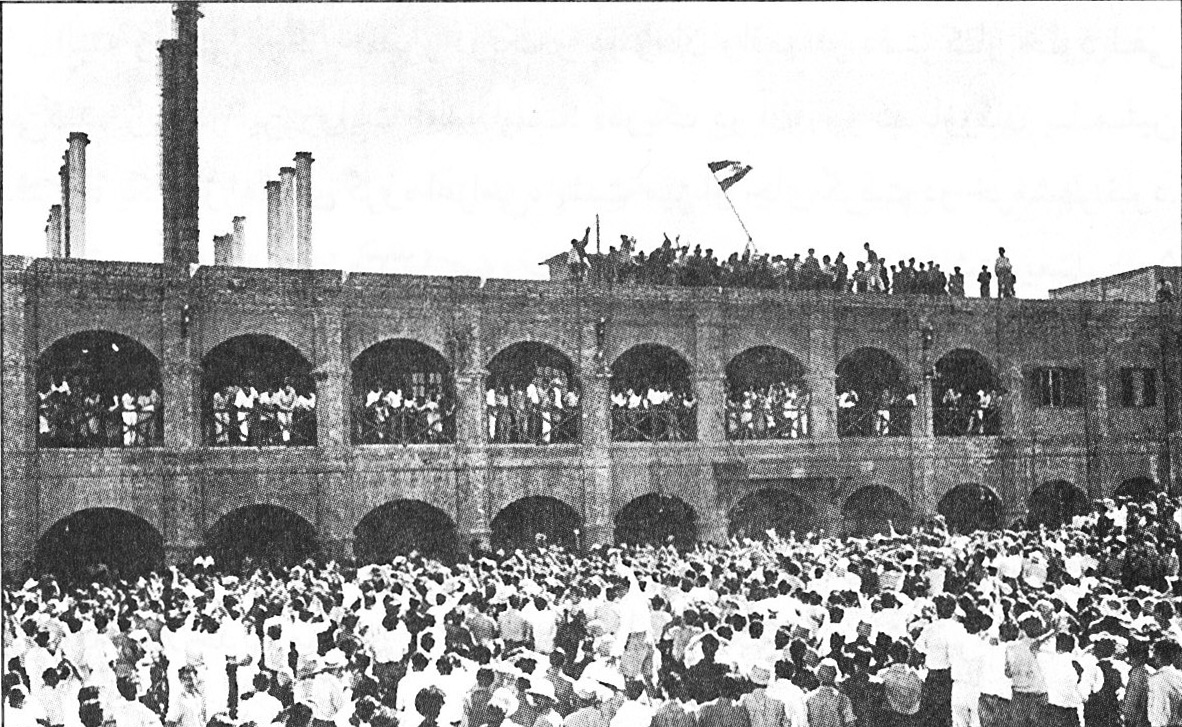
La bandiera iraniana viene issata sulla sede della AIOC nel 1951

Nel 1950 la concessione AIOC era vivamente contestata in Iran sia dal clero sciita guidato dall'Ayatollah Kashani sia dai popolar-nazionalisti guidati da Mohammad Mossadeq, presidente della commissione d'inchiesta parlamentare sul petrolio. Nel 1951 il negoziato per il rinnovo fu bloccato dall'assassinio del primo ministro Razmara, che era favorevole ad una nuova intesa. Al suo posto il parlamento elesse all'unanimità Mossadeq che promise la nazionalizzazione dell'AIOC, ribattezzata National Iranian Oil Company (NIOC). La reazione inglese fu molto dura e portò all'apertura della crisi di Abadan ed al blocco delle esportazioni di petrolio iraniano.

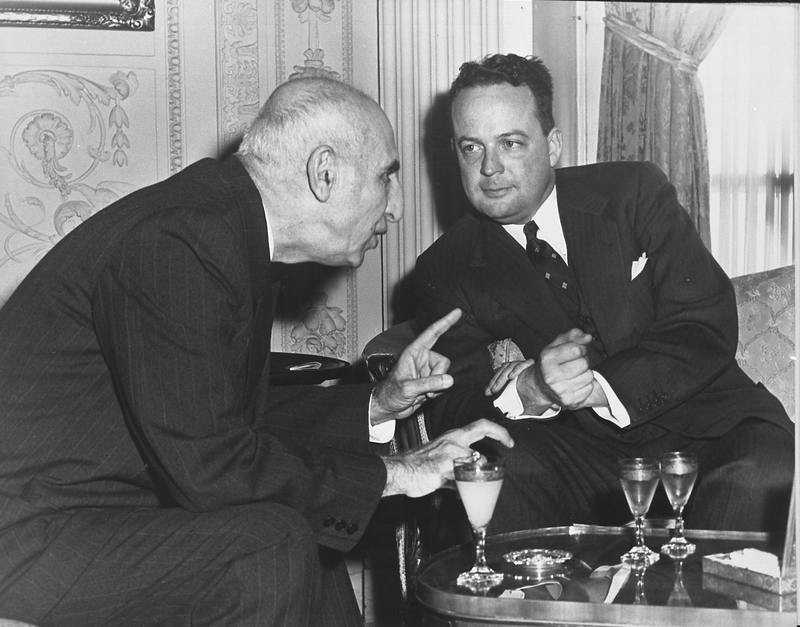
Mossadeq con il diplomatico statunitense McGhee.

## Il Consorzio per l'Iran (le "sette sorelle")
La crisi economica e politica seguita alla nazionalizzazione del petrolio portarono a un colpo di mano militare contro Mohammad Mossadeq, che venne deposto nel 1953. Nonostante la caduta di Mossadeq, l'Iran conservò la nazionalizzazione della NIOC. L'esportazione di petrolio persiano riprese solo nel 1954 grazie alla formazione del cosiddetto "Consorzio per l'Iran" guidato da British Petroleum (ex AIOC), Gulf Oil e Shell e le quattro americane del consorzio saudita ARAMCO, ossia la Standard Oil of New Jersey (Esso), la Standard Oil of New York (Mobil), la Texaco e la Standard Oil of California (Chevron).
Enrico Mattei chiese in seguito di poter entrare anch'egli con l'AGIP, ma fu escluso da quelle  che egli ribattezzò come le "sette sorelle". A esse si aggiungeva inoltre la Compagnie Française des Pétroles (Total).